# Tubocapsicum boninense
Tubocapsicum boninense là loài thực vật có hoa trong họ Cà. Loài này được (Koidz.) H. Hara miêu tả khoa học đầu tiên năm 1948.